# Diogo Dória
Pour les articles homonymes, voir Doria.
Diogo Dória, né à Lisbonne, le 16 avril 1953, est un acteur et metteur en scène portugais. 
Acteur fétiche de Manoel de Oliveira, au même titre que Luís Miguel Cintra et Leonor Silveira, il a été dirigé par le réalisateur portugais dans quatorze films, et joue son propre rôle, en 1983, dans le documentaire d'Oliveira, Lisbonne culturelle.

## Biographie
En 1980, après l'obtention d'une licence de philosophie à la Faculté de lettres de l'Université de Lisbonne, Diogo Dória suit les cours de l'École supérieure de théâtre et de cinéma. 
Il débute au théâtre en 1975 et travaille, dès lors, avec les metteurs en scène portugais comme Osório Mateus, Filipe La Féria (pt), Solveig Nordlund, Miguel Guilherme (pt), Jorge Silva Melo ou Luís Miguel Cintra. 
Fondateur et directeur du Teatro da Cantina Velha, il a également mis en scène des pièces de Samuel Beckett, Almeida Faria, Robert Pinget, Nathalie Sarraute.
Diogo Dória fait ses débuts au cinéma en 1980 dans un film de Jorge Silva Melo, Passagem ou a Meio Caminho, puis, dans la foulée, tient le rôle de Maximillien Morrel dans la télésuite, Le Comte de Monte-Cristo, de Denys de la Patellière. 
Il figure au générique de plus de cinquante films, dont des courts métrages, des téléfilms, quasi exclusivement de réalisateurs portugais. Il a tourné onze fois sous la direction de cinéastes étrangers, outre Denys de la Patellière en 1980, en 1982, dans La Guérilléra, de Pierre Kast, en 1988, dans Les Mendiants, de Benoît Jacquot, en 1990 dans Piano panier de Patricia Plattner, dans Le Trésor des îles Chiennes (1991) et Dharma Guns (2011) de F.J. Ossang, dans Duplex, de Michel Lang, dans Jusqu'au bout du monde, de Wim Wenders, en 1992, dans Le Réveillon, c'est à quel étage?, de Serge Korber, en 1993, dans Une famille formidable - Des vacances tourmentées, de Joël Santoni, en 1995, dans Dans la Cour des grands, de Florence Strauss et en 1999, dans La Ville des prodiges, de Mario Camus.
Depuis 2006, Diogo Dória est également membre de Mécanosphère (en) et de sa filiale Teatro Stereo Mentale, où il intervient comme artiste-locuteur .

## Filmographie
- 1980 : Passagem ou a Meio Caminho, de Jorge Silva Melo
- 1980 : Le Comte de Monte-Cristo, de Denys de la Patellière (TV)
- 1981 : Francisca, de Manoel de Oliveira
- 1982 : Visite ou Mémoires et Confessions (Visita ou Memórias e Confissões), de Manoel de Oliveira
- 1982 : La Guérilléra, de Pierre Kast
- 1983 : A Estrangeira, de João Mário Grilo
- 1983 : Lisbonne culturelle (Lisboa cultural), de Manoel de Oliveira (documentaire pour la télévision)
- 1983 : Les Trois couronnes du matelot, de Raoul Ruiz
- 1983 : Um S Marginal, de José de Sá Caetano
- 1985 : Les Destins de Manoel, de Raoul Ruiz
- 1985 : Le Soulier de satin, de Manoel de Oliveira
- 1985 : Ninguém Duas Vezes, de Jorge Silva Melo
- 1986 : Un adieu portugais(Um Adeus Português) de João Botelho
- 1986 : Uma Rapariga no Verão, de Vítor Gonçalves
- 1987 : Romance de Uma Musica, de João Ponces de Carvalho
- 1987 : Agosto, de Jorge Silva Melo
- 1988 : Les Mendiants, de Benoît Jacquot
- 1988 : Les Cannibales (Os Canibais), de Manoel de Oliveira
- 1990 : Filha da Mãe, de João Canijo
- 1990 : Non, ou la vaine gloire de commander ('Non', ou A Vã Glória de Mandar), de Manoel de Oliveira
- 1990 : Piano panier, de Patricia Plattner
- 1990 : Le Trésor des îles Chiennes, de François-Jacques Ossang
- 1991 : Duplex, de Michel Lang (TV)
- 1991 : La Divine comédie (A Divina Comédia), de Manoel de Oliveira
- 1991 : Jusqu'au bout du monde (Bis ans Ende der Welt), de Wim Wenders
- 1992 : Le Jour du désespoir (O Dia do Desespero), de Manoel de Oliveira
- 1992 : Le Réveillon, c'est à quel étage?, de Serge Korber (TV)
- 1993 : Val Abraham (Vale Abraão), de Manoel de Oliveira
- 1993 : Une famille formidable - Des vacances tourmentées, de Joël Santoni (TV)
- 1994 : La Cassette (A Caixa), de Manoel de Oliveira
- 1995 : Dans la Cour des grands de Florence Strauss
- 1997 : Voyage au début du monde (Viagem ao Princípio do Mundo), de Manoel de Oliveira
- 1998 : Inquiétude (Inquietude), de Manoel de Oliveira
- 1998 : Fintar o Destino, de Fernando Vendrell
- 1999 : La Ville des prodiges (La Ciudad de los prodigios), de Mario Camus
- 2000 : Combat d'amour en songe, de Raoul Ruiz
- 2000 : Parole et Utopie (Palavra e Utopia), de Manoel de Oliveira
- 2000 : Blanche Neige (Branca de Neve), de João César Monteiro
- 2002 : Le Principe de l'incertitude (O Princípio da Incerteza) de Manoel de Oliveira
- 2004 : Querença, de José Edgar Feldman
- 2005 : Le Miroir magique (Espelho Mágico), de Manoel de Oliveira
- 2006 : Viúva Rica Solteira Não Fica, de José Fonseca e Costa
- 2008 : Cinerama, de Inês Oliveira
- 2009 : Singularités d'une jeune fille blonde (Singularidades de uma Rapariga Loura), de Manoel de Oliveira
- 2009 : La Religieuse portugaise d'Eugène Green
- 2012 : Operação Outono de Bruno de Almeida (pt)
- 2015 : Les  mille et une nuits, volume 1 L'inquiet, de Miguel Gomes
- 2017 : Joaquim de Marcelo Gomes
- 2019 : Le Domaine (A Herdade) de Tiago Guedes : le général Lopo Teixeira
- 2024 : Grand Tour de Miguel Gomes